# Пеленг (строй)

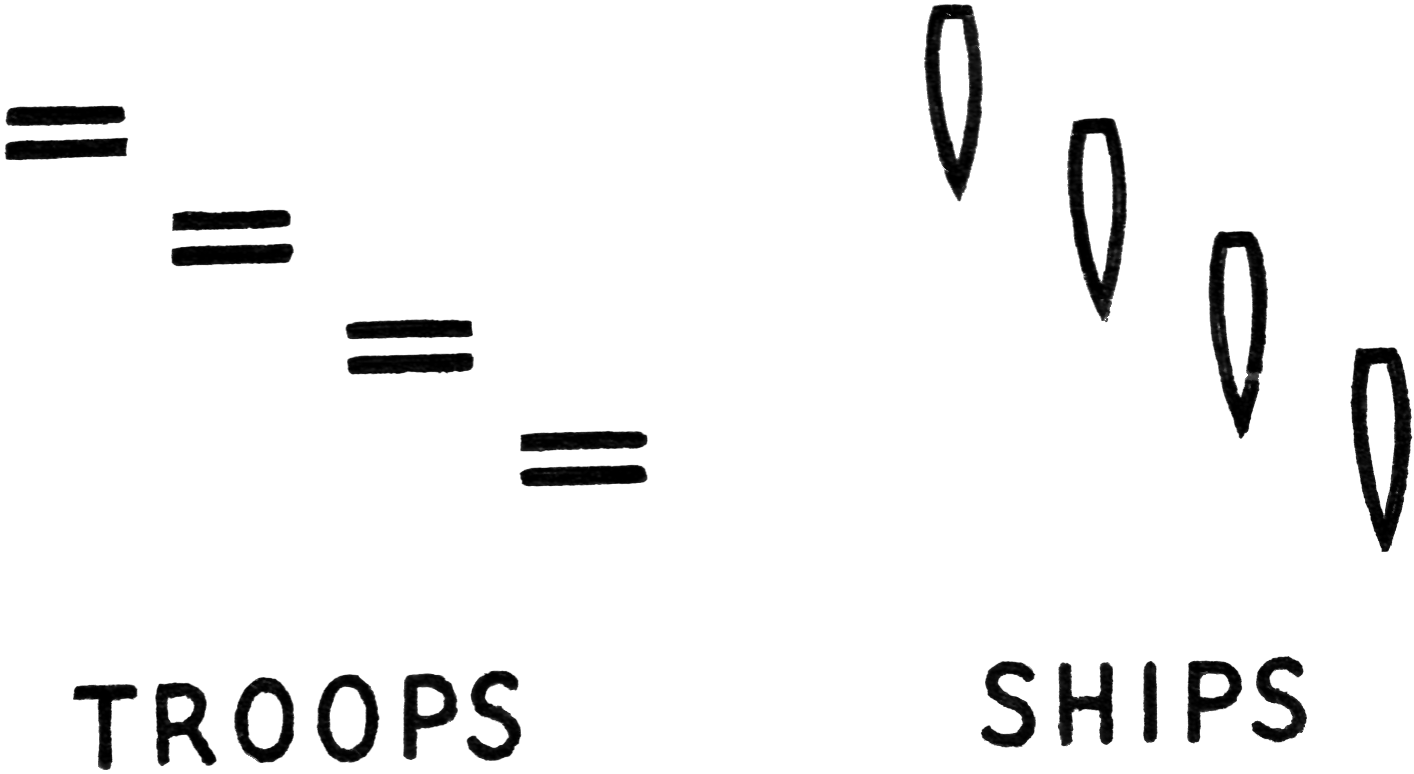
Пеленг, слева — формирований войск, справа — кораблей эшелона, англосаксонские условные знаки

Пе́ленг — строй кораблей (летательных аппаратов (ЛА), судов), при котором линия строя располагается по заданному пеленгу от уравнителя (или ведущего ЛА). 
Другие названия — строй уступа (при угле равнения 45° или 135°); эшелон (для ЛА).
Для кораблей характерен как боевой порядок тральщиков (при тралении), реже — малых противолодочных кораблей (при поиске). 
Для летательных аппаратов — как боевой порядок (разомкнутый строй пеленга) или парадный строй (сомкнутый).

## Фото

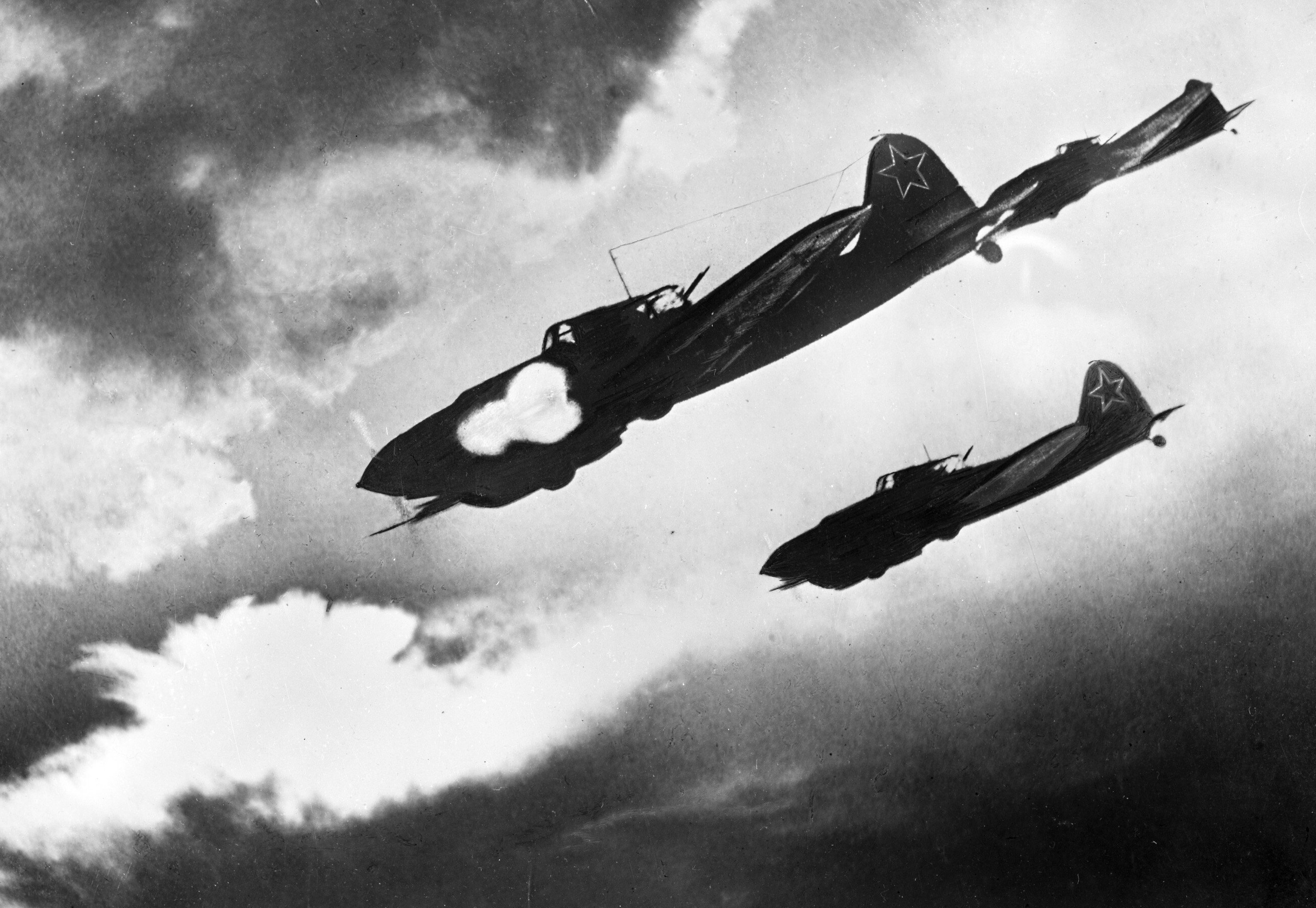
Разомкнутый строй пеленга, штурмовка звеном «Ил-2 атакует», советские лётчики на самолётах Ил-2 атакуют колонну противника, Курская дуга, Воронежский фронт, 1 июля 1943 года
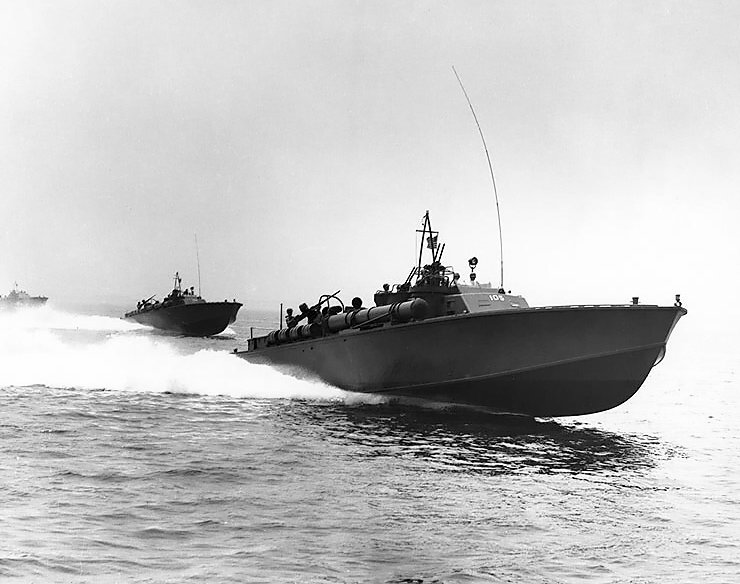
Пеленг звена американских торпедных катеров модель USS PT-105, июль 1942 года
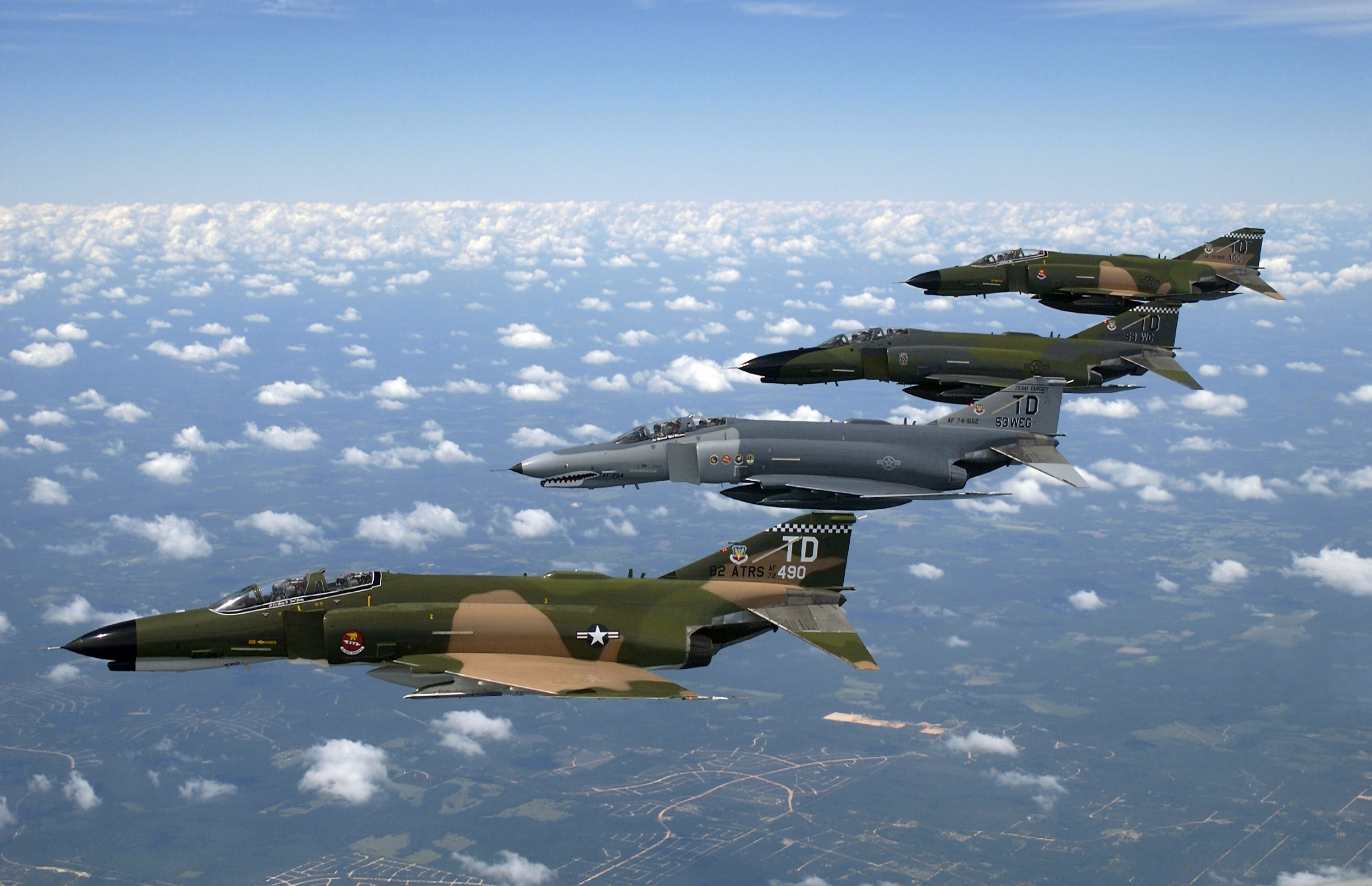
Сомкнутый строй пеленга, звено американских Фантомов над Флоридой, 1997 год
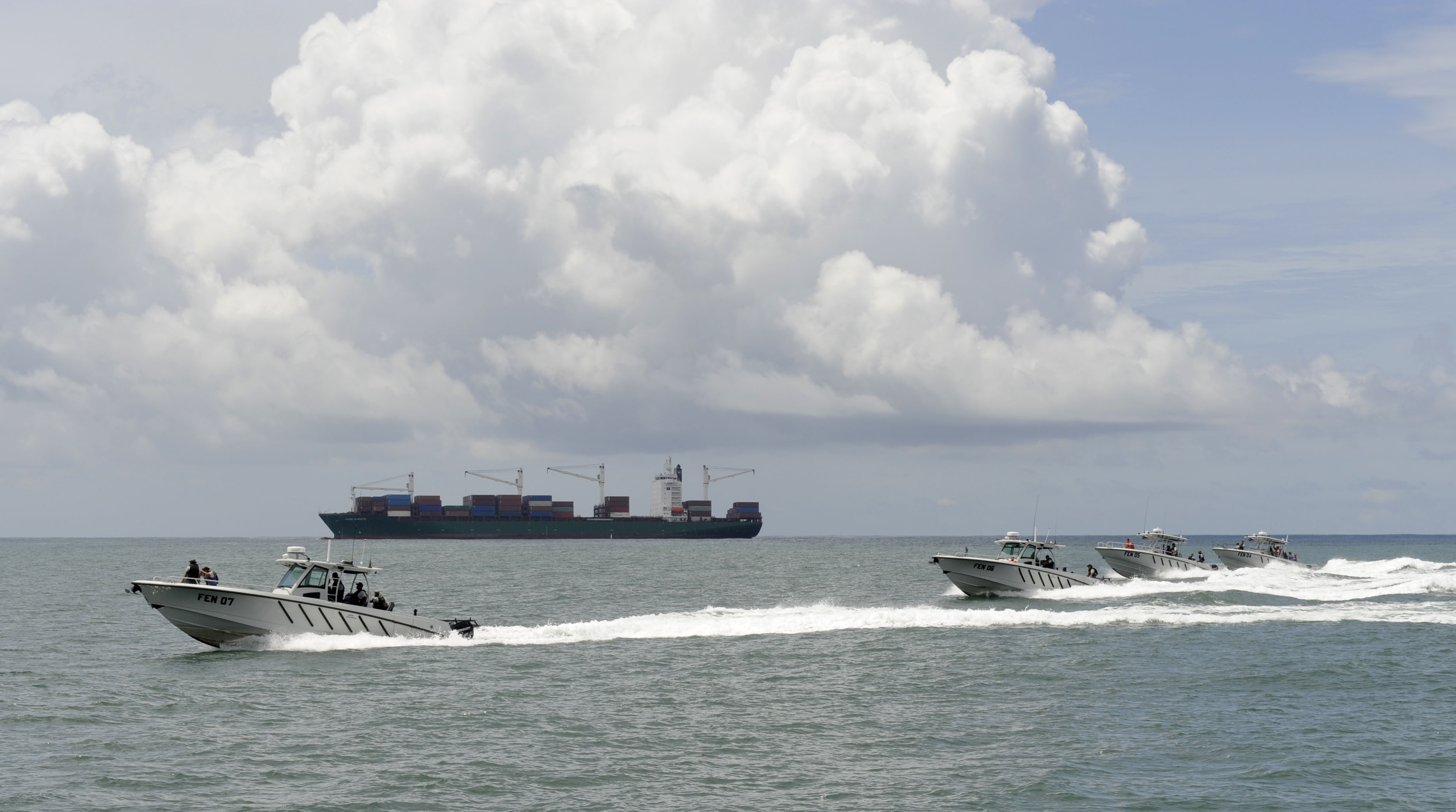
Катера в строю пеленга